# Boerentoren
La tour des Paysans (en néerlandais : Boerentoren) est un gratte-ciel d'Anvers. Elle est, avec ses 97 mètres de haut, le plus haut immeuble de la ville. Il fut baptisé ainsi car son premier propriétaire, l'Algemeene Bankvereeniging, était contrôlé par la fédération des agriculteurs flamands (Boerenbond) avant d’être intégrée dans la Kredietbank. Sa fière allure en fait encore l'un des bâtiments emblématiques de la ville d'Anvers

## Histoire
La tour est l'œuvre des architectes belges Jan Vanhoenacker, Émile Van Averbeke et Joseph Smolderen, et le premier projet de construction de l'immeuble date de 1929. La construction commença en 1931 comme projet révolutionnaire.
La tour a été conçue en prévision de l'Exposition internationale de 1930 (ou exposition internationale d'art colonial, maritime et Flamand de 1930 à Anvers)  à l'occasion du centenaire de l'indépendance belge qui est inaugurée le 26 avril 1930 par le roi Albert et la reine Elisabeth et qui prit fin le 5 novembre.
Le constructeur était la Middenkredietbank, qui gérait principalement l'argent des agriculteurs et de l'Union des agriculteurs. La tour doit son surnom de « Boerentoren ». Plus tard, l'icône anversoise est passée entre les mains de la Kredietbank et de KBC, dont le logo apparaît au sommet de la tour.
En septembre 1944, le bâtiment fut endommagé par des tirs de grenades allemandes et le 6 janvier 1945 par une bombe V1.
L'immeuble est construit dans le style Art déco, culmine à environ 87,5 mètres et reste jusque dans les années 1950 le plus grand immeuble d'Europe. Sa hauteur finale de 97 mètres résulte d'un agrandissement lors des rénovations de l'immeuble effectués en 1976. À Anvers, seule la cathédrale Notre-Dame est plus haute. Depuis novembre 2020, leur propriétaire est Fernand Huts. le cœur du bâtiment, la charpente, est constitué de 3 500 tonnes d'acier.
Au sous-sol se trouvait une grande brasserie, le Torenkelder, mais aussi aux neuvième et dixième étages se trouvait une salle à deux étages abritant un restaurant-salon de thé. Au premier étage, accessible par un escalier monumental, se trouvait le célèbre salon de thé Cuperus, décoré comme un salon chinois.
Le reste de la tour était constitué d'appartements. Les étages étaient répartis selon les souhaits des clients, le nombre d'appartements par étage était donc variable, presque aucun plan d'aménagement n'a été retrouvé. La tour conserve sa fonction résidentielle jusqu'en 1968. Après l'importante restauration menée par Léon Stynen, le Boerentoren devient un véritable immeuble de bureaux, entièrement occupé par la banque, à l'exception de quelques commerces au rez-de-chaussée. À l'origine, la zone bancaire se limitait au hall des guichets et aux bureaux environnants au rez-de-chaussée, à un certain nombre de bureaux au premier étage le long de la Beddenstraat et aux coffres-forts au sous-sol. Au troisième étage, un auditorium d'environ 400 places avec un foyer d'accompagnement a été aménagé.
La tour est diversement appréciée à sa construction et de sévères critiques se font entendre : elle est en effet accusée de rivaliser avec le clocher de la cathédrale s'élevant non loin de là. Ainsi, dans le Grand mémento encyclopédique Larousse, on peut lire à son sujet : « C'en est fait du panorama si large de la ville aux longues lignes horizontales, surgissant de l'Escaut, dominées par la tour légères et ajourée du XIVe siècle ; le lourd ciment du XXe siècle, déversé par des barbares, a ruiné l'un des plus beaux sites du monde ». La salle dite Panorama était située au 24ème étage, sous le grand réservoir d'eau. Dès le départ, cette salle était destinée à donner aux visiteurs la possibilité d'admirer Anvers à vol d'oiseau. La salle panoramique a été inaugurée le 19 mars 1932 et une somme modique (3 francs) était facturée aux visiteurs. Les deux ascenseurs d'origine assuraient le transport des visiteurs, les faisant monter à une vitesse de 1,5 m par seconde, même si le trajet prenait près d'une minute. À son apogée, la salle panoramique attirait 150 000 visiteurs par an. En 1970, la tour fut restaurée et une nouvelle salle panoramique fut ajoutée au 26ème étage, au-dessus du réservoir d'eau. La tour étant désormais entièrement utilisée comme bureau par la Kredietbank, la salle n'était plus rendue accessible au public pour des raisons de sécurité.
En 2004, à l'occasion de la Ville du Livre d'Anvers, un poème d'un mètre du poète de la ville de l'époque, Tom Lanoye, a été dévoilé à la Boerentoren, dans lequel le bâtiment (ou le poète) exprime son amour pour cette autre tour, la cathédrale. Un an plus tard, les lettres ont été vendues aux enchères à des fins caritatives.
Début 2020, le propriétaire KBC a décidé de rénover le bâtiment et de rechercher une équipe qui transformerait le projet en un bâtiment urbain multifonctionnel.
L'architecte Daniel Libeskind a été choisi par Fernand Huts et sa Fondation Phoebus pour réaliser la tour, symbole de la force économique flamande et le cœur battant d'Anvers.